# Zbór Kościoła Zielonoświątkowego „OdNowa” w Częstochowie
Zbór Kościoła Zielonoświątkowego „OdNowa” w Częstochowie – zbór Kościoła Zielonoświątkowego działający w Częstochowie. Spotkania zboru odbywają się na terenie Częstochowskiego Parku Technologicznego przy ul. Wały Dwernickiego 117/121.

## Historia
O powstaniu drugiego zboru Kościoła Zielonoświątkowego w Częstochowie zdecydowano w 2010. Było to związane z chęcią powołania jednostki przeznaczonej dla wiernych w średnim i starszym wieku, ponieważ w jedynym dotychczas działającym w mieście zborze „Hosanna” przeważały osoby młode.
Grupa osób wraz z prezbiterem Wiesławem Kierasem wynajęła salę w Częstochowskim Parku Przemysłowo-Technologicznym, gdzie pierwsze spotkania modlitewne rozpoczęto prowadzić od czerwca 2010, a od października zainaugurowane zostały również nabożeństwa. 23 listopada 2010 nowo powstała wspólnota stała się punktem misyjnym Kościoła Zielonoświątkowego w RP, która 28 czerwca 2011 otrzymała status samodzielnego zboru. Jego pastorem mianowano Wiesława Kierasa. W 2011 zbór skupiał około 70 wiernych.

## Działalność
Zbór prowadzi nabożeństwa niedzielne oraz tygodniowe spotkania modlitewno-nauczające. Organizuje także ewangelizacje, kursy chrześcijańskie i wykłady. Prowadzi współpracę z chrześcijańskim portalem internetowym dlaczegojezus.pl.